# 赤羽一雄
赤羽 一雄（あかはね かずお、1886年4月17日 - 1981年5月21日）は、日本の教育者。号は王郎。 

## 来歴
王郎の正確な来歴については、正否の判定が難しい部分が多い。履歴書が流浪先で適当に書かれたものであり、来歴に関する具体的な口述が少ないこと、晩年は事実と本人の願望が錯綜したことを述べていたためである。
長野県上伊那郡東春近村（現伊那市）生まれ。旧制飯田中学（長野県飯田高等学校）を経て、東京美術学校学校図案課を卒業後、長野県学務課に勤務。1910年に自殺未遂を起こし、翌年、更級郡中津尋常高等小学校の代用教員となり、諏訪郡玉川小学校に転任。この頃、来県した武者小路実篤に出会い、白樺派同人と交流を深め、以後長野県における白樺派教育の先導者となり、人道主義の思潮と芸術運動を盛り上げた。
その間、東筑摩郡塩尻小学校、和田小学校、埴科郡戸倉小学校に赴任したが、1919年、児童読物購入のため学校備品の古書を売却したことが長野県議会で問題視され、退職処分となった（戸倉事件）。 その後柳宗悦の元に寄寓するが、松本に移り、雑誌『地上』を発刊した。1921年、柳の勧めで京城の中央高等普通学校に赴任、1923年には鹿児島県の離島で教職についた。1935年には松本で謄写版印刷を営み、1939年には周作人の知遇を得て中国大陸に渡って日本語を指導しようと試みるが、中国語が出来ない王郎を雇う学校はなかった。敗戦前に帰国し、その後は各地を転居し続け、1964年からは再び妻の故郷である鹿児島に移住し、同地で没した。